# Pè a Corsica
Pè a Corsica (en français : Pour la Corse) est une coalition nationaliste corse appelant à une autonomie renforcée de la Corse. Cette coalition comprend trois partis politiques en 2020. 

Les partis autonomistes Femu a Corsica et Partitu di a Nazione Corsa respectivement dirigés par Gilles Simeoni et Jean-Christophe Angelini ainsi que par le parti indépendantiste Corsica libera mené par Jean-Guy Talamoni. Ces trois partis politiques insulaires ont signé un contrat de mandature pour une durée de 10 ans de 2015 à 2025. Cependant, les trois partis déposent chacun une liste pour les élections territoriales de 2021.

## Historique

### Création et élections territoriales de 2015
Pè a Corsica est formée à l'occasion des élections territoriales de 2015. Elle rassemble les partis politiques nationalistes corses Femu a Corsica (FC) et Corsica libera (CL).
À l'issue de ce scrutin, Gilles Simeoni devient président du conseil exécutif de Corse, sa liste l'ayant emporté dans le cadre d'une quadrangulaire avec 35,3 % des voix.
Le programme de Pè a Corsica est basé sur 5 revendications principales : 
- un statut d'autonomie renforcé avec un pouvoir législatif dans certains domaines de compétences prédéfinis à l'avance ;
- un statut de résident sur l'île, c'est-à-dire une obligation de vivre minimum 5 ans en Corse avant de pouvoir y acheter un bien immobilier ;
- la co-officialité de la langue corse au même titre que le français ;
- le rapprochement des prisonniers corses dits « politiques » accompagné par la suite d'une lois d'amnistie ;
- l'inscription de la Corse dans la Constitution française.

### Élections législatives de 2017
Lors des élections législatives françaises de 2017, trois députés issus des rangs de ce mouvement sont élus à l'Assemblée nationale, sur les quatre que compte la Corse : Paul-André Colombani en Corse-du-Sud, Michel Castellani et Jean-Félix Acquaviva en Haute-Corse. Dans la continuité des élections territoriales de 2015, c'est la première fois que les candidats nationalistes obtiennent un tel succès.
Les nouveaux députés annoncent leur intention de se battre pour l'officialisation du bilinguisme corse-français dans tous les actes de la vie publique, pour une loi d'amnistie en faveur des Corses détenus pour des actes liés à la politique et pour l'inscription de la Corse dans la Constitution.
À l'Assemblée nationale, les députés siègent dans le groupe Libertés et territoires, fondé en octobre 2018.

### Élections territoriales de 2017
À l'issue des élections territoriales de 2017, Pè a Corsica confirme et renforce sa majorité au sein de l'Assemblée de Corse. La formation arrive en tête avec 56,46 % des suffrages exprimés au second tour comptabilisant 41 sièges.
Le 2 janvier 2018, la liste présentée par la coalition est réélue au conseil exécutif de Corse en obtenant 42 voix sur 63 alors que la majorité dispose de 41 sièges.
Au début de la mandature 2018-2021, les partis de la coalition Pè a Corsica (Femu a Corsica et Corsica libera) ont annoncé avoir chacun leur groupe. Fin 2018, des dissidents au groupe Femu a Corsica créent un nouveau groupe appelé Partitu di a Nazione Corsa qui reste dans la majorité nationaliste.

### Élections européennes de 2019
Selon un accord conclu entre Europe Écologie Les Verts et la fédération Régions et peuples solidaires, le Corse François Alfonsi figure en 9e place sur la liste d'Europe Écologie Les Verts menée par Yannick Jadot. Femu a Corsica appelle à voter pour cette liste, alors que Corsica Libera et le Partitu di a Nazione Corsa appellent à l'abstention. Le 26 mai 2019, le score remporté par Europe Écologie Les Verts permet à François Alfonsi d'être élu député européen.

### Élections municipales de 2020
Femu a Corsica, Corsica libera et le Parti de la nation corse s'unissent pour élections les municipales à Porto-Vecchio.

## Synthèse des résultats électoraux

### Élections territoriales
| Année | 1er tour | 1er tour | 1er tour | 2d tour | 2d tour | 2d tour | Sièges  |
| Année | Voix     | %        | Rang     | Voix    | %       | Rang    | Sièges  |
| ----- | -------- | -------- | -------- | ------- | ------- | ------- | ------- |
| 2015  | 24 603   | 17,62    | 2e       | 52 839  | 35,34   | 1er     | 24 / 51 |
| 2017  | 54 211   | 45,36    | 1er      | 67 155  | 56,46   | 1er     | 41 / 63 |

### Élections législatives
Pour les quatre circonscriptions de Corse uniquement.
| Année | 1er tour | 1er tour | 2d tour | 2d tour | Sièges |
| Année | Voix     | %        | Voix    | %       | Sièges |
| ----- | -------- | -------- | ------- | ------- | ------ |
| 2017  | 33 925   | 30,15    | 54 182  | 49,47   | 3 / 4  |

### Élections européennes
| Année | Voix      | %     | Sièges | Rang | Tête de liste | Groupe    |
| ----- | --------- | ----- | ------ | ---- | ------------- | --------- |
| 2019  | 3 055 023 | 13,48 | 1 / 79 | 3e   | Yannick Jadot | Verts/ALE |

### Élections municipales
| Année | 1er tour | 1er tour | 2d tour | 2d tour | Maires |
| Année | Voix     | %        | Voix    | %       | Maires |
| ----- | -------- | -------- | ------- | ------- | ------ |
| 2020  |          |          |         |         |        |

### Élections sénatoriales
| Année | Sièges       | Sièges | Groupe |
| Année | À renouveler | Total  | Groupe |
| ----- | ------------ | ------ | ------ |
|       |              |        |        |

## Composition de la coalition
| Parti | Parti                      | Dirigeant                | Sièges à l'Assemblée de Corse | Membres du Conseil exécutif |
| ----- | -------------------------- | ------------------------ | ----------------------------- | --------------------------- |
|       | Femu a Corsica             | Jean-Félix Acquaviva     | 18 / 63                       | 5 / 11                      |
|       | Corsica libera             | Jean-Guy Talamoni        | 13 / 63                       | 3 / 11                      |
|       | Partitu di a Nazione Corsa | Jean-Christophe Angelini | 10 / 63                       | 3 / 11                      |

## Dirigeant
La coalition est menée par Gilles Simeoni, président du Conseil exécutif de Corse.